# Толіково
Толі́ково (рос. Толиково, чув. Толик Хураски) — присілок у складі Чебоксарського району Чувашії, Росія. Входить до складу Атлашевського сільського поселення.
Населення — 2140 осіб (2010; 337 у 2002).
Національний склад:
- чуваші — 89 %